# David Hare
David Hare (ur. 5 czerwca 1947 w Hastings) – brytyjski dramaturg, scenarzysta i reżyser filmowy, teatralny i telewizyjny. 
Znany zarówno z sukcesów teatralnych, jak i filmowych. Laureat Złotego Niedźwiedzia na 35. MFF w Berlinie za film Wetherby (1985). Dwukrotnie nominowany do Oscara za scenariusze do filmów Stephena Daldry'ego: Godziny (2002) na podstawie powieści Michaela Cunninghama oraz Lektor (2008) oparty na powieści Bernharda Schlinka. 
W 1997 zasiadał w jury konkursu głównego na 47. MFF w Berlinie. W uznaniu dla swoich zasług w 1998 uzyskał tytuł szlachecki.